# Amt Neuzelle
La comunità amministrativa di Neuzelle (Amt Neuzelle) si trova nel circondario dell'Oder-Sprea nel Brandeburgo, in Germania.

## Società

### Evoluzione demografica
- Sviluppo della popolazione dal 1875 entro gli attuali confini (Linea Blu: Popolazione; Linea puntata: Confronto dello sviluppo della popolazione dello stato del Brandenburgo; Sfondo grigio: Ai tempi del governo nazista; Sfondo rosso: Al tempo del governo comunista)
- Sviluppo recente della popolazione (Linea blu) e previsioni

| Anno | Abitanti |
| ---- | -------- |
| 1875 | 8 414    |
| 1890 | 8 151    |
| 1910 | 7 606    |
| 1925 | 7 469    |
| 1939 | 7 456    |
| 1950 | 10 374   |
| 1964 | 8 507    |

| Anno | Abitanti |
| ---- | -------- |
| 1971 | 7 684    |
| 1981 | 6 731    |
| 1985 | 6 537    |
| 1990 | 6 224    |
| 1995 | 6 692    |
| 2000 | 7 282    |
| 2005 | 7 204    |

| Anno | Abitanti |
| ---- | -------- |
| 2010 | 6 860    |
| 2015 | 6 514    |
| 2016 | 6 467    |
| 2017 | 6 508    |
| 2018 | 6 501    |
| 2019 | 6 457    |
| 2020 | 6 467    |

Fonti dei dati sono nel dettaglio nelle Wikimedia Commons..

## Suddivisione
Comprende 3 comuni:
- Lawitz
- Neißemünde
- Neuzelle

Capoluogo e centro maggiore è Neuzelle.